# Sülze (Kürten)
Sülze ist ein Wohnplatz in der Gemeinde Kürten im Rheinisch-Bergischen Kreis.

## Lage und Beschreibung
Der Ort liegt an der Lindlarer Straße östlich von Eichhof.

## Geschichte
Die Topographia Ducatus Montani des Erich Philipp Ploennies aus dem Jahre 1715, Blatt Amt Steinbach, belegt, dass der Ort bereits 1715 als Ort mit mehreren Höfen bestand und als Sülz bezeichnet wurde. Aus der Charte des Herzogthums Berg 1789 von Carl Friedrich von Wiebeking geht hervor, dass Sülze zu dieser Zeit Teil der Honschaft Kollenbach im Kirchspiel Kürten im Landgericht Kürten war.
Unter der französischen Verwaltung zwischen 1806 und 1813 wurde das Amt Steinbach aufgelöst und Sülze wurde politisch der Mairie Kürten im Kanton Wipperfürth im Arrondissement Elberfeld zugeordnet. 1816 wandelten die Preußen die Mairie zur Bürgermeisterei Kürten im Kreis Wipperfürth.
Sülze gehörte zu dieser Zeit zur Gemeinde Kürten.
Der Ort ist auf der Topographischen Aufnahme der Rheinlande von 1824 als Sülz und auf der Preußischen Uraufnahme von 1840 als Sülze verzeichnet.
Ab der Preußischen Neuaufnahme von 1892 ist er auf Messtischblättern regelmäßig als Sülze verzeichnet.
1822 lebten 116 Menschen im als Hof kategorisierten und Sülze bezeichneten Ort.
1830 hatte der Ort 129 Einwohner.
Der 1845 laut der Uebersicht des Regierungs-Bezirks Cöln als Weiler kategorisierte Ort besaß zu dieser Zeit 17 Wohnhäuser. Zu dieser Zeit lebten 150 Einwohner im Ort, davon alle katholischen Bekenntnisses.
Die Gemeinde- und Gutbezirksstatistik der Rheinprovinz führt Sülze 1871 mit 33 Wohnhäusern und 137 Einwohnern auf.
Im Gemeindelexikon für die Provinz Rheinland von 1888 werden 34 Wohnhäuser mit 121 Einwohnern angegeben.
1895 hatte der Ort 27 Wohnhäuser und 121 Einwohner.
1905 besaß der Ort 21 Wohnhäuser und 83 Einwohner und gehörte konfessionell zum katholischen Kirchspiel Biesfeld.
1927 wurden die Bürgermeisterei Kürten in das Amt Kürten überführt. In der Weimarer Republik wurden 1929 die Ämter Kürten mit den Gemeinden Kürten und Bechen und Olpe mit den Gemeinden Olpe und Wipperfeld zum Amt Kürten zusammengelegt. Der Kreis Wipperfürth ging am 1. Oktober 1932 in den Rheinisch-Bergischen Kreis mit Sitz in Bergisch Gladbach auf.
1975 entstand aufgrund des Köln-Gesetzes die heutige Gemeinde Kürten, zu der neben den Ämtern Kürten, Bechen und Olpe ein Teilgebiet der Stadt Bensberg mit Dürscheid und den umliegenden Gebieten kam.

## Galerie

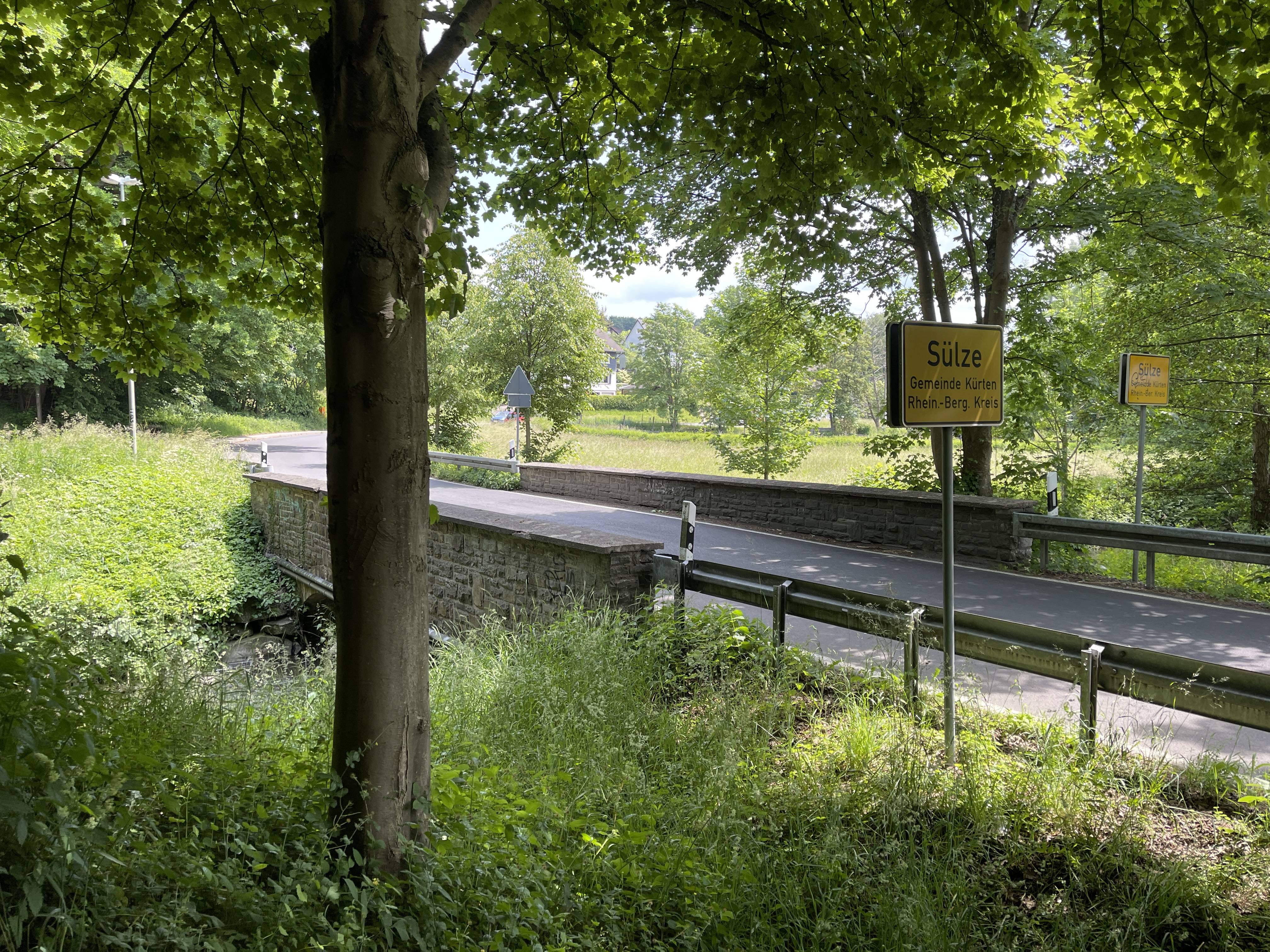
Brücke zw. Eichhof und Sülze
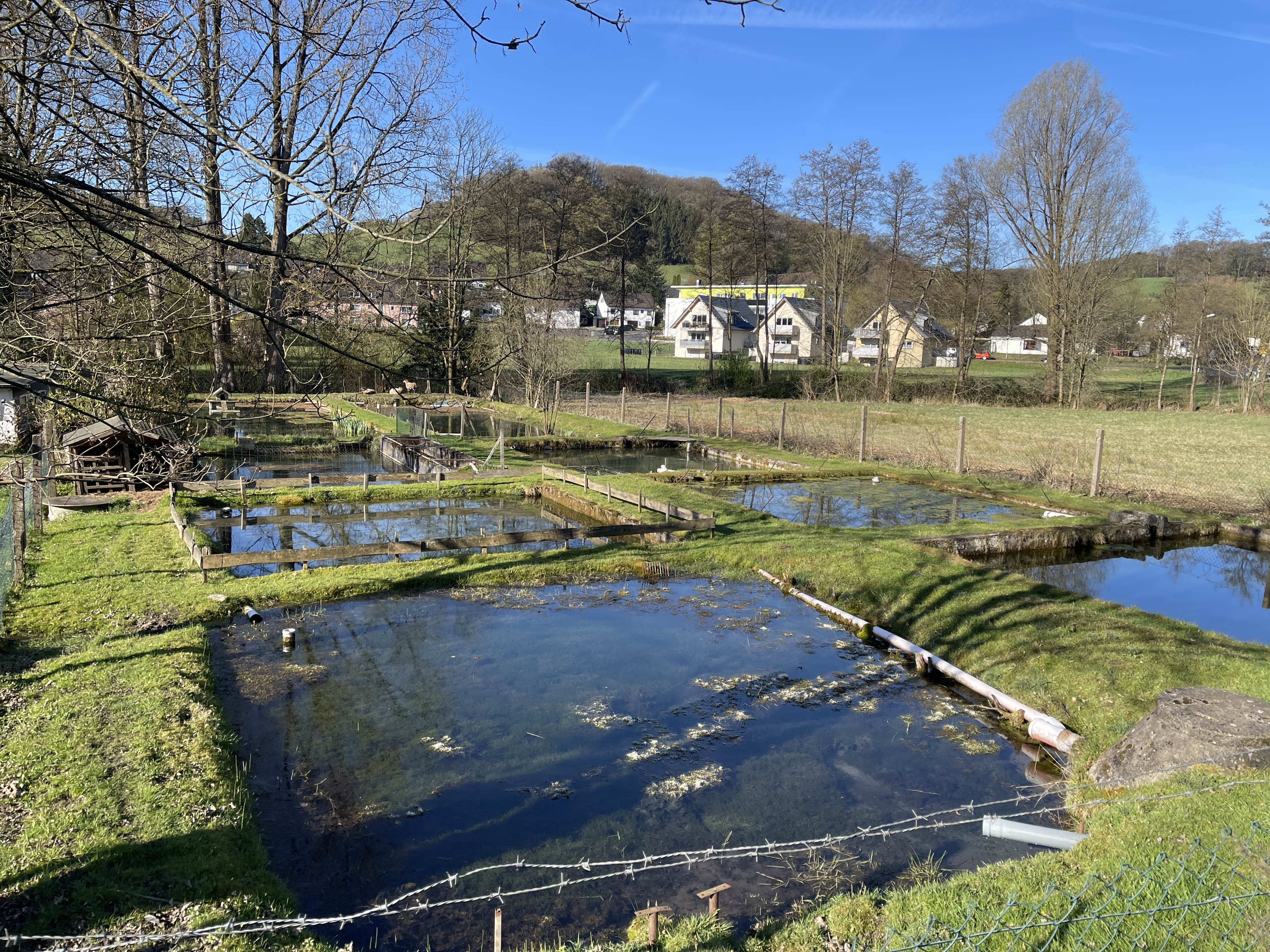
Teiche in Sülze – im Hintergrund: Eichhof
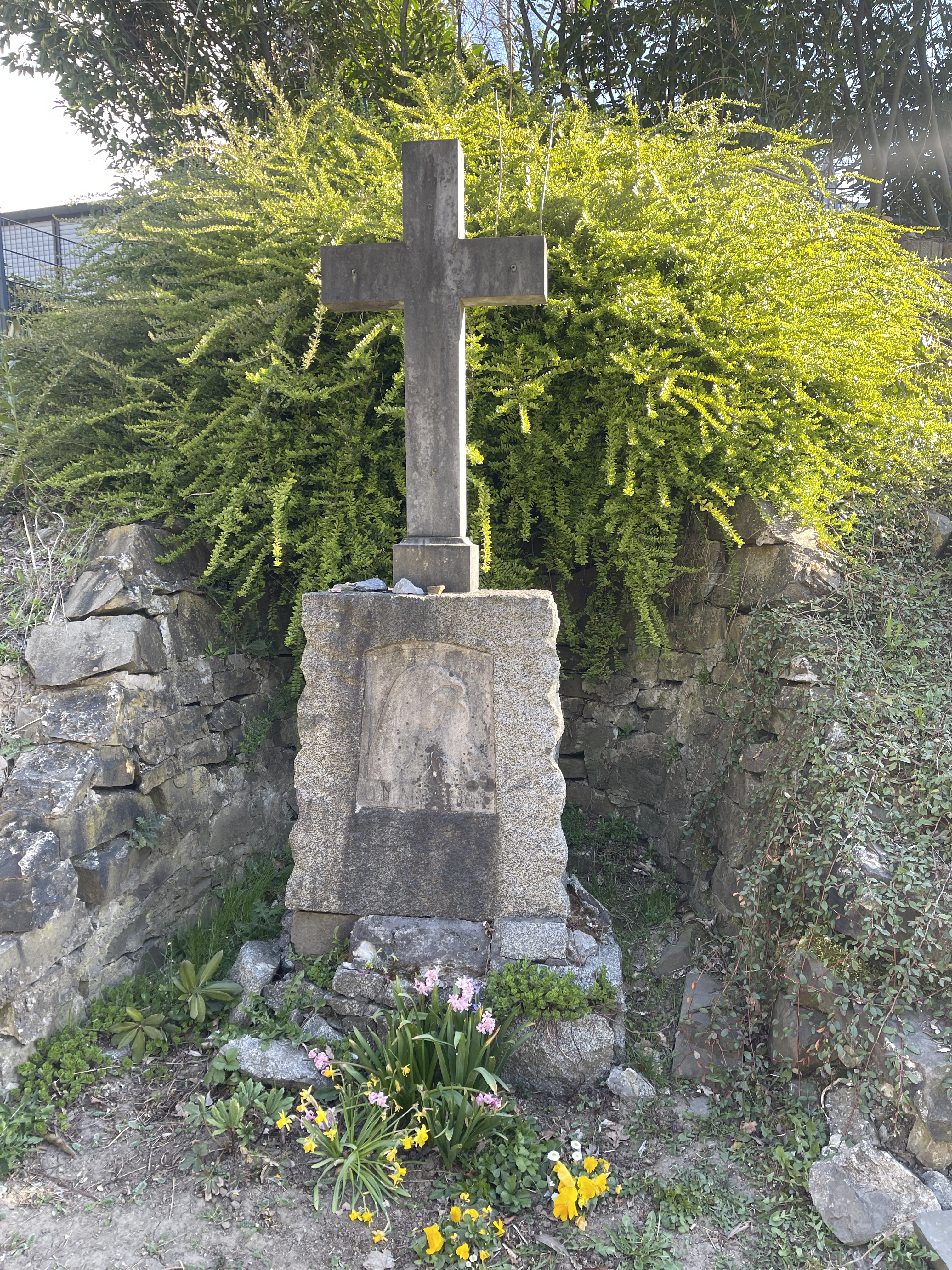
Wegekreuz ' O Maria hilf ' in Sülze
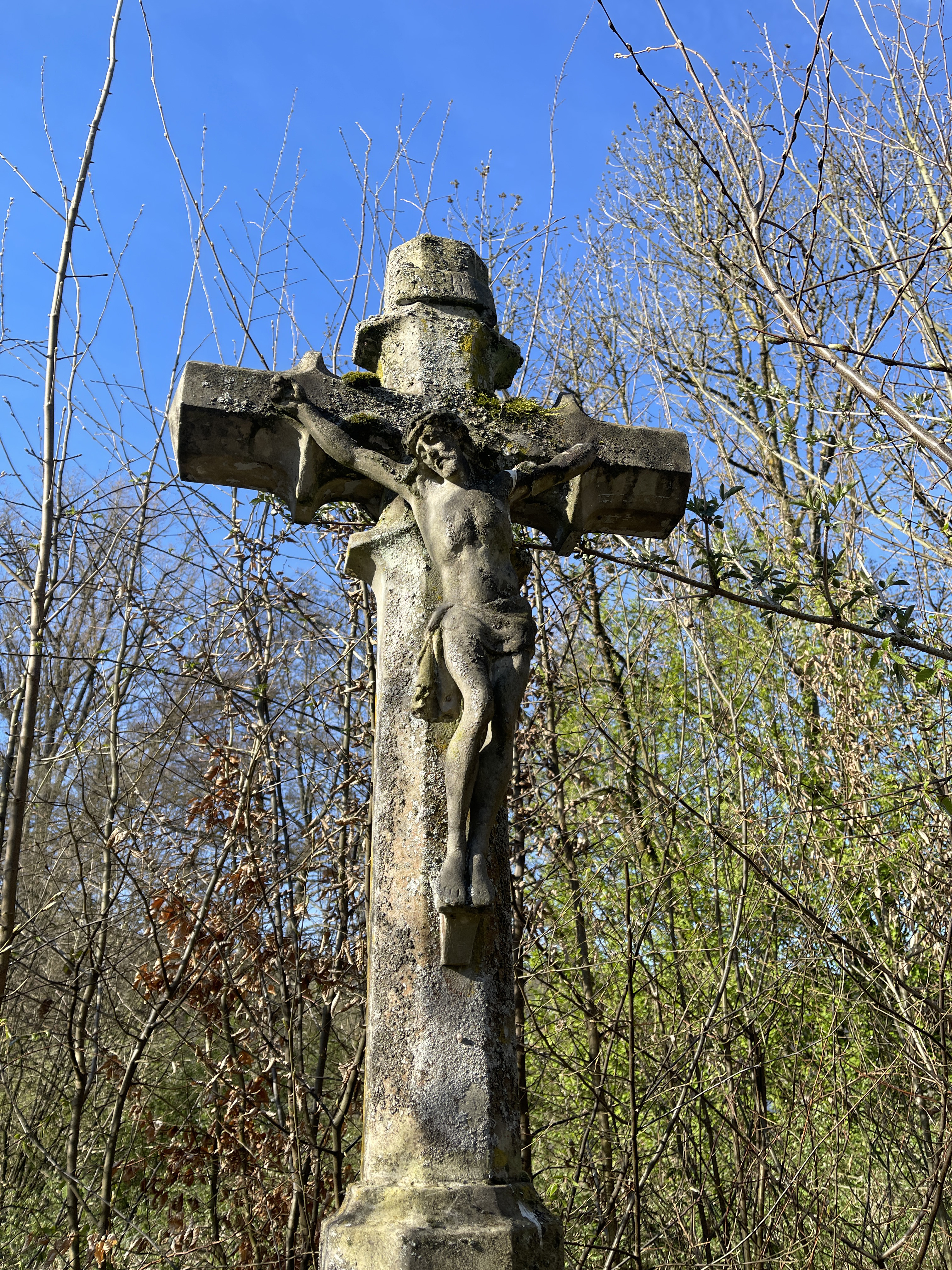
Baudenkmal Wegekreuz (1909) bei Lindlarer Str. 37
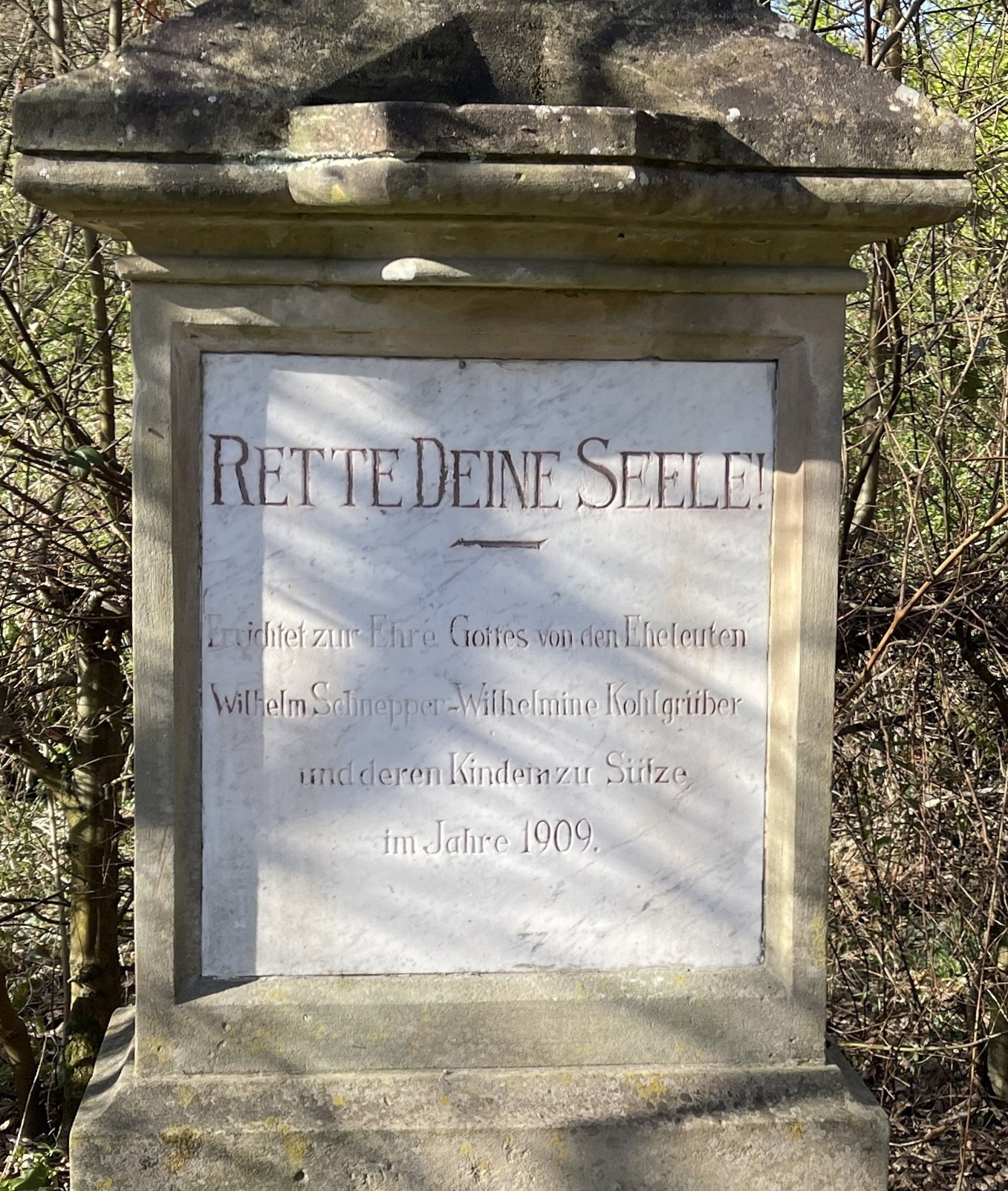
Baudenkmal-Inschrift (1909)
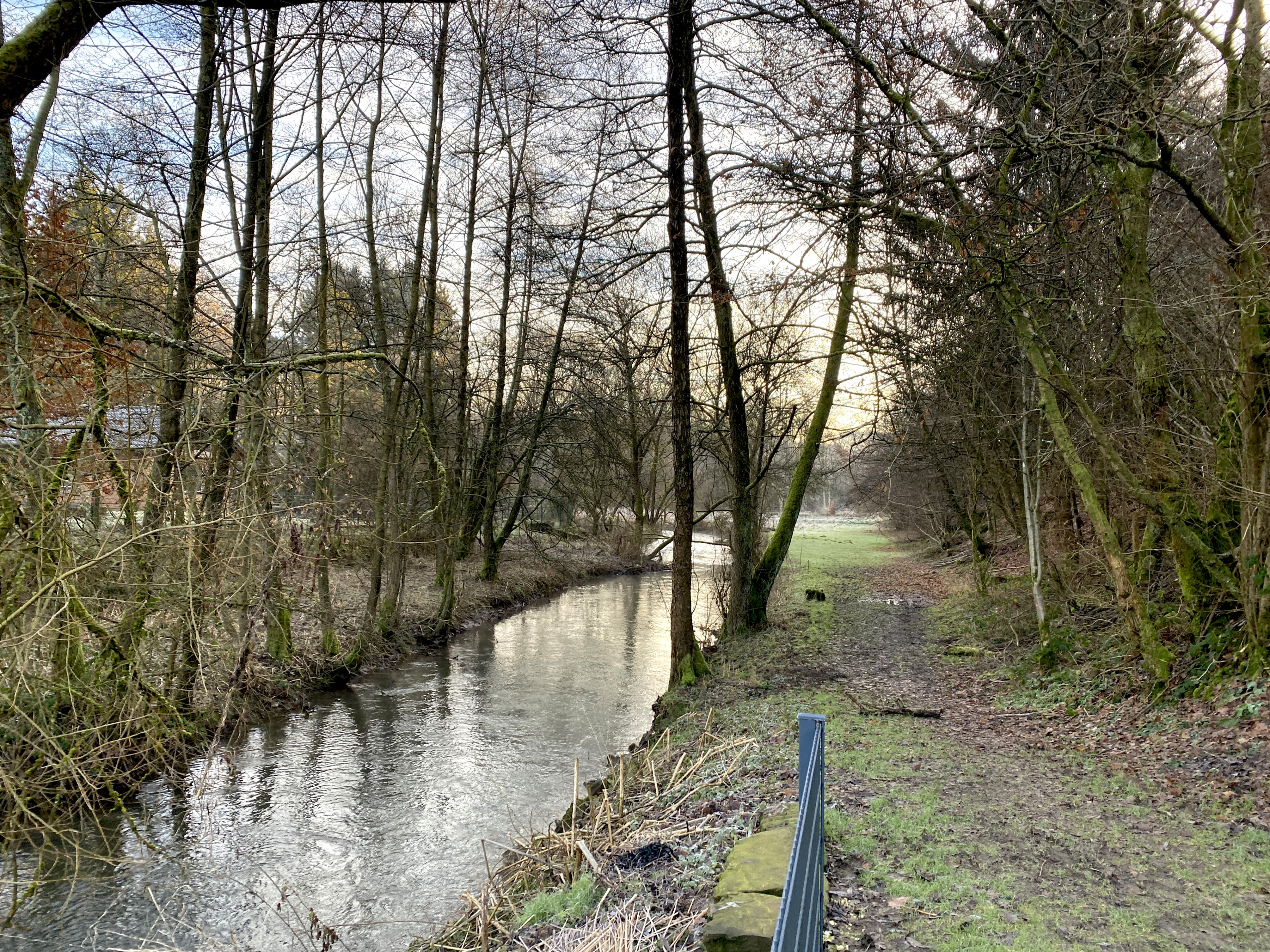
Die Kürtener Sülz zw. Eichhof und Sülze